# كوشاد اليشاني
كوشاد اليشاني (الاسم العلمي:Gentiana arisanensis) هو نوع من النباتات يتبع جنس الكوشاد من الفصيلة الكوشادية.